# Camp romain de Barbosi
Le camp romain de Barbosi est un fort dans la province de l'Empire romain de Mésie.
Les fouilles menées dans les années 1959-1962 sur la colline Tirighina de Bărboși, près de Galați, près du déversement du Siret dans le Danube, ont mis au jour un castellum romain, construit à l'emplacement d'une citadelle dace renforcée par un monticule de terre.
Le complexe archéologique daco-romain de Tirighina-Bărboși est situé sur un plateau qui domine la vallée du Siret et comprend les zones dans lesquelles des découvertes ont été faites à partir de la période dace, une colonie (dava en latin) datée des IIe – Ier siècles av. J.-C. et de la période romaine, la colonie civile romaine, le castrum et le castellum, datés du IIe – IVe siècles. Ils occupent une zone assez vaste, environ 10 hectares, qui comprend la partie sud du plateau de Tirighina, ses pentes et le promontoire sur lequel se trouvent les murs de fondation du castrum, ainsi qu'une partie du quartier actuel de Bărboşi.
Dans la colonie dace, des habitations de surface construites avec des poteaux en bois, des bâtons, des hangars en adobe et des stalles ont été découvertes. En 1963, une zone cultuelle est découverte archéologiquement identifiée par la présence de six tambours en bois, disposés en deux alignements, avec des analogies avec le sanctuaire découvert à Zargedava:75-111.
Le fort en pierre a été construit après l'an 171, lorsque l'empereur Marcus Aurelius était dans une guerre difficile contre plusieurs nations sur la frontière du Danube de l'Empire romain. Le fort fut abandonné à une époque et dans des circonstances encore inconnues, en tout cas après l'empereur Sévère Alexandre (222-235):77,80.
La fortification à l'embouchure du Siret dans le Danube a été abandonnée à la fin du IIIe siècle av. J.-C., des traces d'utilisation temporaire ont été retrouvées archéologiquement pour la période constantinienne (300-350), au retour de l'Empire romain, par quelques bouts de pont, au nord de la rivière:80.
Sur tout le plateau de Tirighina, il y a une grande nécropole romaine qui desservait le castrum et la colonie civile située à proximité. La nécropole romaine se compose d'un groupe de monticules qui se trouvent au nord du castellum, ainsi que des zones dans lesquelles des tombes plates ont été découvertes.
Depuis le début du XXe siècle, Vasile Pârvan a enregistré la présence de 11 tumulus, et dans la seconde moitié du XXe siècle, l'archéologue M. Brudiu mentionne la présence d'un ensemble de 19 tumulus. L'un des tumulus a été détruit au début du XXe siècle, dans lequel a été retrouvé le sarcophage portant le nom de l'asiarque Alfius Modestus. La présence du sarcophage, fait d'un seul bloc de marbre blanc, plaide pour des relations commerciales avec l'Asie Mineure et la Grèce. Un autre tumulus de ce type avec un sarcophage en brique a été détruit lors de l'aménagement de la pente de l'actuelle route Galati-Tecuci.

Province romaine de Dacie (106-271)

Dans la période 1976-1979, un « tumulus funéraire avec rings de pierre » près du mur du castrum a été étudié. Lors des fouilles archéologiques, seize sépultures ont été identifiées, sept de crémation et neuf d'inhumation:83,84. Il faut citer la tombe d'un homme qui possède le plus riche inventaire funéraire composé de trois pièces de monnaie romaines, de pièces d'habillement et de parure spécifiques (fibule d'or, deux boucles et un bandeau de chaussures), mais aussi d'autres objets ayant appartenu au défunt (coupe en verre, boîte en métal avec couvercle, couteau en fer, récipient dace pour brûler de l'encens, lampe à huile romaine et trois autres récipients en céramique). Parmi celles-ci, la fibule, typologiquement incluse dans la catégorie des fibules « à tête en forme de bulbe d'oignon », pesant 21 grammes, est bien connue dans la littérature spécialisée en raison de l'inscription « INN » sur le pourtour. L'inscription est interprétée comme le nom « Innocens », probablement le nom du défunt, un anthroponyme à résonance chrétienne. En raison des pièces trouvées à l'intérieur, la tombe peut être datée du début du IVe siècle, représentant ainsi l'un des premiers monuments chrétiens du nord du Bas-Danube:77.
Après 1980, l'ensemble des 19 tumulus:117 a été cartographié, mais plus tard certains d'entre eux ont été détruits par les différents travaux de l'aciérie de Galati, réduisant considérablement le périmètre de la nécropole à tumulus. Par ailleurs, actuellement, 7 tumulus sont encore visibles, avec des hauteurs comprises entre 0,5 et 2 m.
En décembre 1982, au pied de la colline Tirighina-Bărboşi, un point situé à environ 500 m au nord des murs du fort romain, des traces d'une sépulture à crémation datant de l'époque romaine ont été découvertes.
En 2009, le musée d'histoire de Galati a effectué une recherche de sauvetage dans l'un des monticules faisant partie du complexe de monticules Tirighina-Bărboşi. À la suite de la recherche, 12 tombes ont été découvertes, dont 8 tombes d'inhumation et 4 de crémation.

Le plan du fort réalisé vers 1913 par Vasile Pârvan

Le chroniqueur Miron Costin mentionne la fortification dans son livre « Cartea pentru descălecatul dintăiu a Țării Moldovii » (« Le livre sur la fondation du Pays de la Moldavie », chapitre V, avec le nom de Gherghina / Gherghena . La similitude du suffixe « -ghina » peut être observée dans les noms « Tirighina » et « Gherghina ». Le camp est mentionné par Dimitrie Cantemir comme suit: « Non loin d'ici, à l'embouchure orientale du Siret, on peut voir les ruines d'une très ancienne forteresse, actuellement appelée Gherghina par les habitants. Que cette fortification ait été construite à l'époque de Trajan peut être prouvé par les pièces de monnaie déterrées des ruines, ainsi que par une plaque de marbre sur laquelle il est écrit: IMP. CAESARI DIV. FILIO NERVAE. TRAIANO. AGVSTO. GERM. DACICO. PONT. MAX. FEL. B. DICT. XVI. IMP. VI. CONS. VII. P. P. CALPVRINIO PVBLIO. MARCO. C. AVRELIO. RVFO:23-24 »
L'archéologue Vasile Pârvan précise que des pièces de monnaie datant de la période des empereurs romains Trajan, Antonin le Pieux et Philippe l'Arabe ont été découvertes sur le territoire de la fortification.
La fortification a été abandonnée à la fin du IIIe siècle. Au fil du temps, des éléments de sa maçonnerie ont été utilisés pour construire d'autres bâtiments dans la ville de Galați, certains d'entre eux étant même utilisés à la citadelle de Brăila. Lorsque, entre les années 1643-1647, sous le règne de Basile le Loup, fut construite l'Église « Precista », dédiée à la Dormition de la Mère de Dieu, le plus ancien monument historique de la ville de Galați, on utilisait la pierre massive et la brique du camp romain de Tirighina - Bărboși. Actuellement, sur le promontoire de Tirighina - Barboși, seul l'angle sud-est du fort romain, ainsi que des vestiges des fondations sur les côtés nord et ouest, sont encore visibles à la surface du sol. Le promontoire de Tirighina et les pentes à l'ouest de celui-ci, qui sont à 300 m N de la gare de Barboși, ont été inscrits sur la Liste des monuments historiques et portent le code GL-I-s-A-02971.

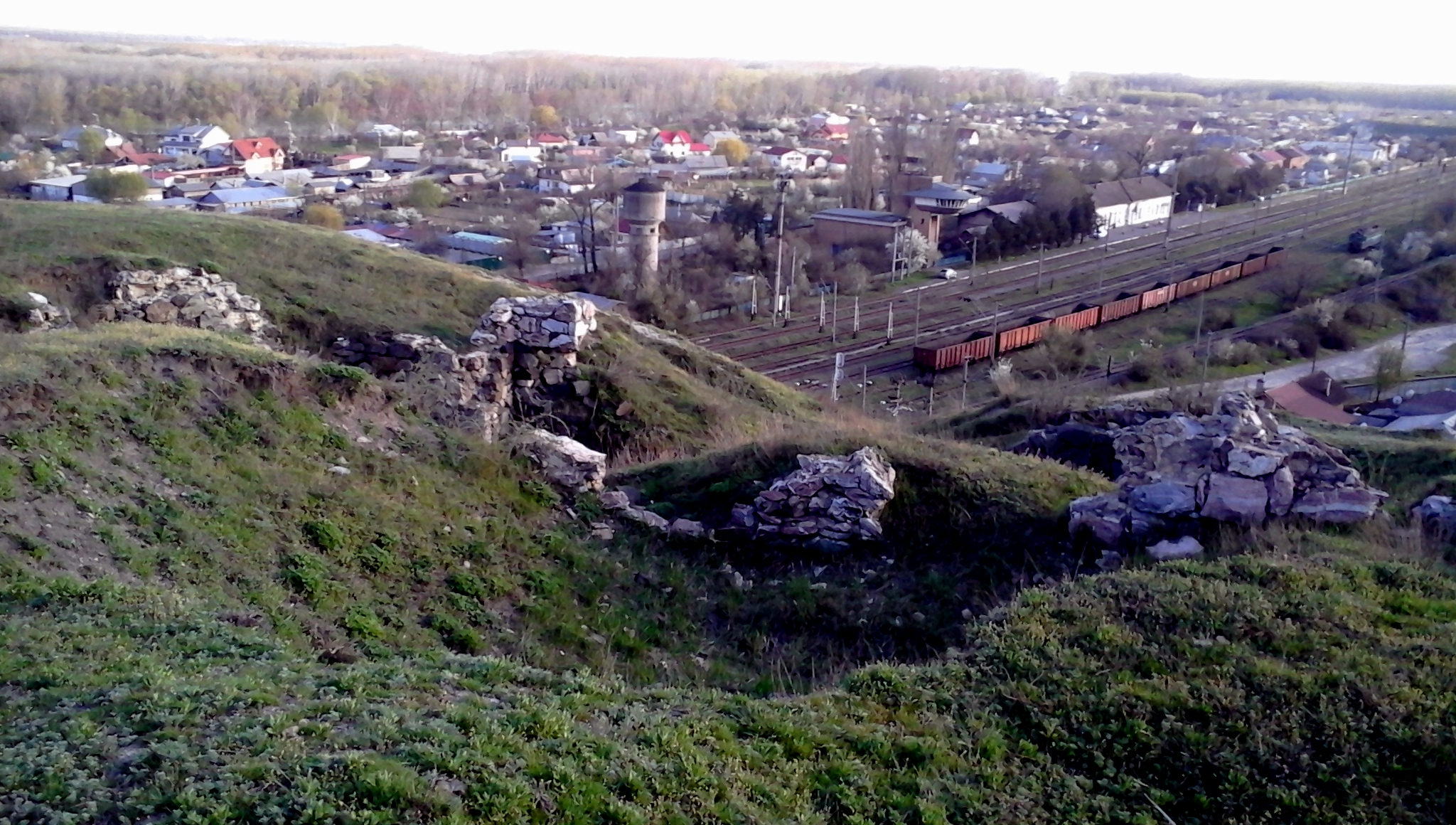
Vue des murs du fort romain depuis Tirighina-Barboși
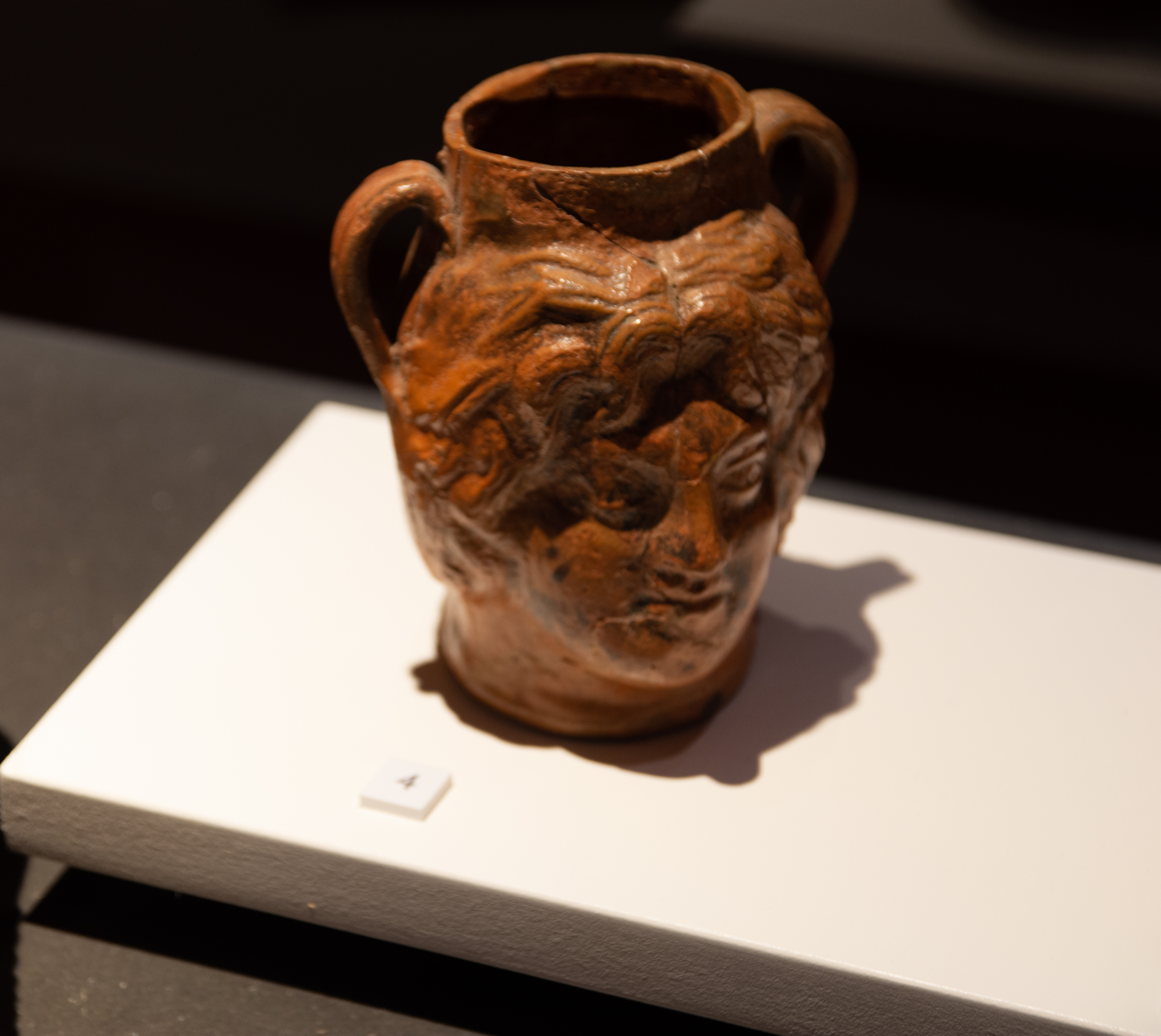
Navire découvert à Barboși-Tirighina, IIe – IIIe siècle, Galați, Musée d'histoire « Paul Păltănea ».
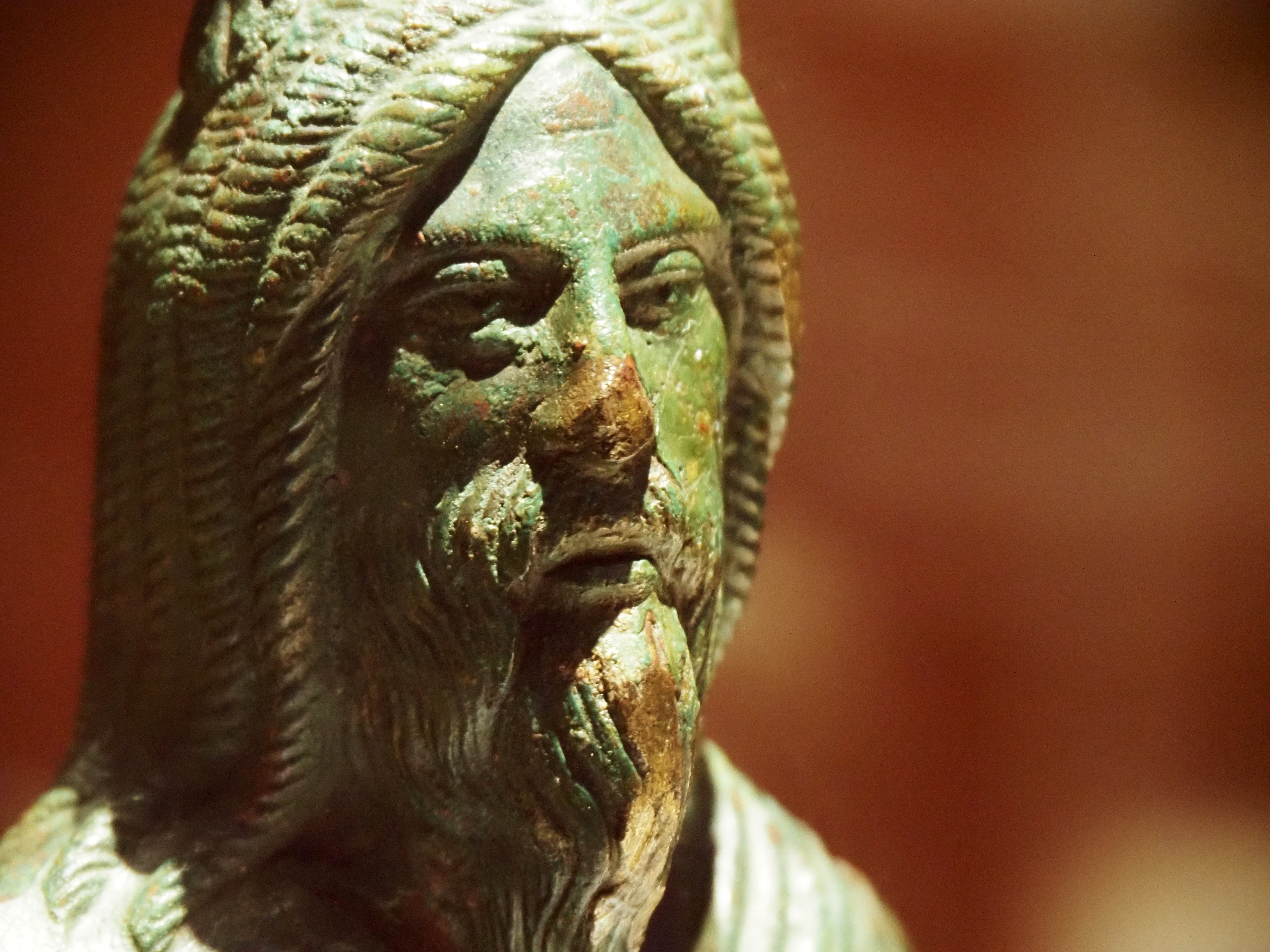
Représentation du dieu égyptien Sérapis, détail d'un balsamarium trouvé à Barboși-Tirighina, IIe – IIIe siècles, Galați, Musée d'histoire « Paul Păltănea ».